# Virginia Henderson
Virginia Avernal Henderson (* 30. November 1897 in Kansas City, Missouri; † 19. März 1996 Brandford, Connecticut) war eine US-amerikanische Krankenschwester, Pflegetheoretikerin und bekannte Verfasserin von Pflegelehrbüchern.
1918 begann sie in der Army School of Nursing in Washington, D.C. (Militär-Krankenpflegeschule des Heeres), die Pflegeausbildung und schloss dort mit ihrem Diplom 1921 ab.
1924 folgte eine erste Stelle als Ausbilderin. Danach absolvierte Henderson den „Bachelor of science“ und den „Master of arts“ in Pflegepädagogik. 1934 wurde sie Mitglied im Lehrkörper der Pflegefakultät des Teachers College, Columbia University. 1953 wechselte sie für ein Forschungsprojekt, das den Stand der Pflegeforschung in den USA analysieren sollte, an die Yale University, School of Nursing. Nach Abschluss dieser Arbeit erhielt Henderson den Auftrag zur Leitung des Nursing Studies Index Project (1959 bis 1971). Dessen Ergebnis war die Publikation des vierbändigen Index. Danach war Henderson Emerita der Yale-Universität. Mit 75 Jahren begann sie nochmals mit einer neuen Berufskarriere als international tätige Lehrerin und Vortragsrednerin.
1979 begründete die Connecticut Nurses Association einen nach ihr benannten Preis für herausragende Pflegewissenschaft. Henderson erhielt diesen Preis als Erste. Sie erhielt u. a. zwölf Ehrendoktortitel und vom International Council of Nurses (ICN) den Christiane Reimann Preis.

## Modell der 14 Grundbedürfnisse
Hendersons Pflegemodell betrachtet den Menschen als Ganzheit und entwickelt analog zur Maslowschen Bedürfnispyramide 14 Grundbedürfnisse des Menschen. Aufgabe der Pflege ist hierbei dem Menschen dort Unterstützung zukommen zu lassen, wo er sie braucht, um ein jeweiliges Bedürfnis zu erfüllen. In Vordergrund steht die Unabhängigkeit des Individuums, es ist Aufgabe der Pflege den Menschen bei dessen bestmöglicher Erreichung zu unterstützen.

## Werke
- Bertha Harmer, Virginia Henderson: Textbook of the Principles and Practice of Nursing. Macmillan Comp, New York 1922. (4. Auflage. 1943)
- Bertha Harmer, Virginia Henderson: Textbook of the Principles and Practice of Nursing. 4. Auflage. Macmillan, New York 1939. (5. Auflage. Macmillan, New York 1955) (abweichende Aufl.angaben)
- Virginia Henderson: Nursing Studies Index, 1900–1959: An annotated guide to reported studies, research in progress, research methods and historical materials in periodicals, books, and pamphlets published in English. Edited by Virginia Henderson associates and associates at Yale. Lippincott, Philadelphia 1963, 1966, 1970, 1972. (Reprint: Garland, 1984, ISBN 0-8240-6515-8)
- Virginia Henderson: Grundregeln der Krankenpflege. Weltbund der Krankenschwestern. 1963. (3. Ausgabe. ICN u. a., Genf 1977)
- Virginia Henderson: Basic Principles of Nursing Care. for the International Council of Nurses (ICN), publication available in 27 languages
- Virginia Henderson: The nature of nursing. Macmillan, New York 1966.
- Virginia Henderson: The nature of nursing. A definition and its implications for practice, research, and education. Reflections after 25 years. National League for Nursing Press, New York 1991, ISBN 0-88737-494-8.
- Virginia Henderson: Das Wesen der Pflege. In: Doris Schaeffer, Hilde Steppe: Pflegetheorien – Beispiele aus den USA. Huber, Bern 1997, ISBN 3-456-82744-X, S. 39–54.
- L. W. Simmons, Virginia Henderson: Nursing research: a survey and assessment. Appleton, New York 1964.